# Експедиція Тисячі
Експедиція Тисячі (італ. Spedizione dei Mille) — військова кампанія під проводом Джузеппе Гарібальді та військ Сардинського королівства (з вересня 1860), проведена у травні 1860 — березні 1861 року. Наслідком кампанії стало утворення та проголошення Королівства Італія. Попри це, Апеннінський півострів не був об'єднаний під владою однієї держави: Папська область зберігала незалежність до 1870 року.
Експедиція Тисячі розпочалася висадкою тисячі воїнів на острові Сицилія під проводом Джузеппе Гарібальді. Після успішного захоплення острова гарібальдійці перейшли на материкову частину Італії. З часом вони захопили повністю Королівство Обох Сицилій. Після цього вони пішли на прорив через Папську область, з'єднавшись на її сході (узбережжя Адріатичного моря) з військами Сардинського королівства.

## Передумови
Після падіння Західної Римської імперії (476) не існувало держави, яка володіла б усією територію сучасної Італії або ж Апеннінського півострова та сусідніх островів.
Після Віденського конгресу Італія була знову поділена на кілька держав. Північний захід Італії залишився за Сардинією (П'ємонтом), північ на північний схід — за державами-сателітами Австрійської імперії, центр — за Папською областю, південь — за Королівством Обох Сицилій. Водночас, в Італії стали розгортатися рухи за об'єднання країни під владою однієї держави. Так, існував рух карбонаріїв та таємна організація «Молода Італія» Джузеппе Мадзіні. Вони намагалися організувати народні революції та таким чином об'єднати Італію, проте їхній план зазнав поразки.
З часом рух за об'єднання Італії очолило Сардинське королівство на чолі із Савойською династією. Під час революцій 1848—1849 років його король Карл Альберт розпочав війну проти Австрії, проте зазнав поразки та зрікся престолу. Державу очолив Віктор Еммануїл II. 1852 року він призначив прем'єр-міністром Сардинії Камілло Кавура. Завдяки йому було модернізовано армію, що проявилося вже в Кримській війні, де Сардинія воювала на боці Великої Британії та Франції проти Росії.
1859 року П'ємонт за підтримки Франції розпочав війну проти Австрії. Війна була переможна для П'ємонту. Під впливом цих перемог у Південній Італії розпочалися повстання за об'єднання Італії. Тоді загін з 1162 добровольців під проводом Джузеппе Гарібальді рушив на острів Сицилію та висадився там. Так почалася воєнна кампанія, відома в історії як експедиція Тисячі.

## Бойові дії

### Висадка на Сицилії

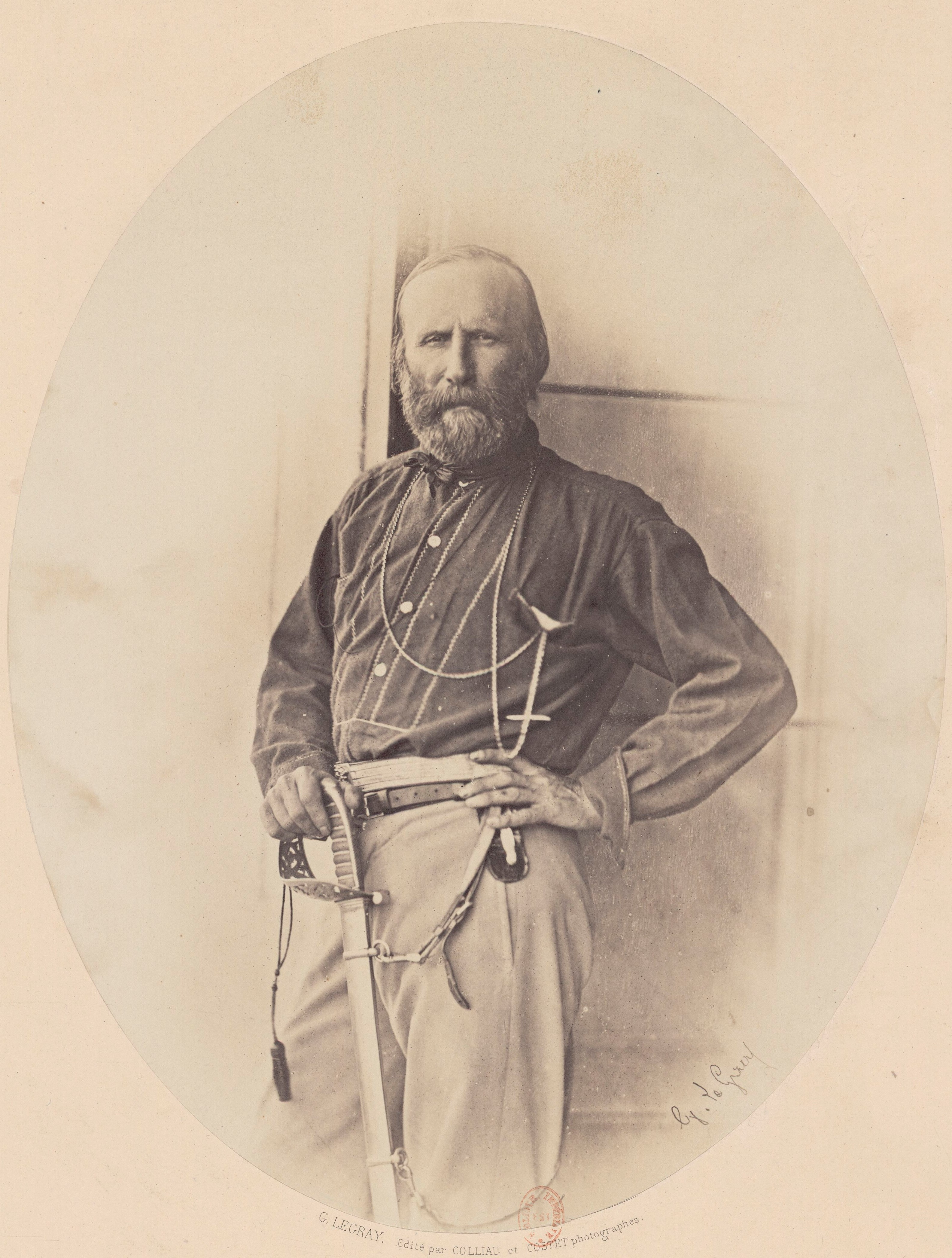
Джузеппе Гарібальді. Палермо, 1860

Повстання на Сицилії спалахнуло 3 квітня 1860 року. Звідти воно поширилося на інші регіони Королівства Обох Сицилій. Під впливом цих подій національний герой Італії Джузеппе Гарібальді разом із 1089 добровольцями в ніч з 5 на 6 травня 1860 року в Генуї начебто захопили (насправді прем'єр-міністр Кавур знав про це і підтримував) парові судна «П'ємонт» та «Ломбардія» та вирушили на Сицилію. Щоб цей загін не звинуватили у непокорі державі та королю, він виступав під прапором Сардинії та з лозунгом «Італія та Віктор Еммануїл». Під час руху до Сицилії з метою відвернути увагу від справжньої мети походу 60 гарибальдійців на чолі із Калімахом Замбіанчі висадилося в Папській області.

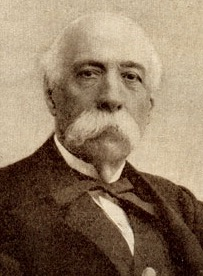
Франческо Кріспі

11 травня гарібальдійці висадилися в сицилійському порту Марсала на заході острова. Висадку здійснено за підтримки британського флоту. Одразу ж Гарібальді заручився підтримкою місцевих повстанців та представників опозиційно налаштованої до Франциска II, короля Обох Сицилій, еліти, зокрема Франческо Кріспі. За декілька днів кількість добровольців збільшилася до 1,5 тисячі осіб.
15 травня гарібальдійці зійшлися з 3-тисячним військом Королівства Обох Сицилій під проводом генерала Франческо Ланді у битві при Калатафімі. Під час бою Гарібальді сказав:
|  | Тут ми створимо Італію або помремо! |

Повстанці та королівські війська завдали один одному приблизно рівні втрати: гарібальдійці втратили 32 убитими та 174 пораненими, уряд — 36 убитими та 150 пораненими. При цьому, моральний дух повстанців різко зріс, а урядових військ, навпаки, впав.
16 травня поблизу Партініко поблизу Палермо, найбільшого міста Сицилії, відбулася ще одна битва. Король втратив ще 40 солдат убитими.
27 травня гарібальдійці взяли в облогу Палермо. Високий моральний дух повстанців, низький моральний дух королівських військ вплинули на хід облоги. Вже 30 травня гарнізон Палермо, який набагато перевищував чисельність повстанців, здав місто. Після перемоги Джузеппе Гарібальді оголосив себе диктатором Сицилії.
17—24 червня повстанці вигнали королівські війська Обох Сицилій із Сицилії завдяки перемозі під Мілаццо. За урядовими військами залишалася лише цитадель у Мессіні. На той час чисельність добровольців Гарібальді становила вже 6 тисяч осіб.
1 серпня повстанці взяли Сиракузи та Аугусту. Чисельність армії Гарібальді збільшилася до 20 тисяч осіб.
Заволодівши всією Сицилією, Гарібальді звільнив на острові політичних в'язнів, влаштував школи та притулки. Йому довелося придушити декілька бунтів дворян та офіцерів. Водночас Каміло Кавур, побоюючись авторитету Гарібальді, що мав республіканські ідеї, та не сподіваючись захопити материкову частину Королівства Обох Сицилій, відправив до Гарібальді Агостіно Депретіса, якому доручив переконати того приєднати Сицилію до Сардинського королівства й цим обмежити результати Експедиції Тисячі. Через це виник конфлікт з Депретісом. Зрештою своїм декретом Гарібальді вислав того з острова. Для управління Сицилією Гарібальді перед висадкою на материковій Італії залишив соратника Ніно Біксіо.

### Бойові дії в Південній Італії
19 серпня Гарібальді під прикриттям сардинського флоту висадився в порту Меліто-ді-Порто-Сальво в Калабрії.
21 серпня повстанці здобули перемогу в битві під П'яцца-Дуомо. Вони продовжили рух до столиці Королівства Обох Сицилій — Неаполя.
7 вересня Джузеппе Гарібальді з невеликим загоном увійшов до Неаполя. Напередодні звідти до Капуї втік король Франциск II. У місті залишався 8-тисячний королівський загін, проте він не чинив жодного опору противникам. Неаполітанці радо зустріли Джузеппе Гарібальді та його військо в своєму місті.

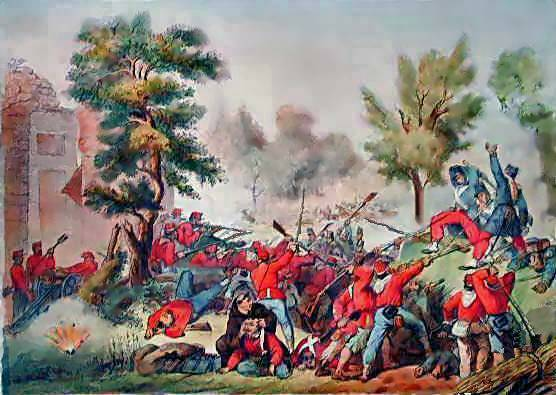
Битва на річці Вольтурно

26 вересня — 2 жовтня Гарібальді здобув перемогу в битві на річці Вольтурно.
16 жовтня королівські війська завдали поразки повстанцям при Петторано. Проте ця перемога не змінила подальший хід подій.

### Наступ на Папську державу
З півночі Папську державу у вересні 1860 року атакували війська П'ємонту під особистим командуванням короля Віктора Еммануїла II та генерала Енріко Чальдіні. 18 вересня при Кастельфідардо Чальдіні завдав поразки генералові Крістофу де Ламорісьєрові. 24-29 вересня сардинські війська провели успішну облогу Анкони.
На початку жовтня армія П'ємонту пішла на прорив у Папській державі. Їй вдалося окупувати її схід — Марке та Умбрію. Під владою Папи Римського Пія IX залишився лише Рим та Лацій.
17 жовтня п'ємонтці завдали поразки військам Королівства Обох Сицилій при Макероне.
21 жовтня та 4 листопада на окупованих територіях були проведені всенародні плебісцити, за результатами яких ці терени ставали частиною Сардинського королівства.
29 жовтня П'ємонт розгромив військо Франциска II при Гарільяно. 2 листопада капітулювала Капуя.
5 листопада було взято в облогу Гаету, куди втік Франциск II. Після блокади із суші та моря місто капітулювало 13 лютого 1861 року.
20 березня 1861 року капітулював гарнізон Чивітелла-дель-Тронто. Цією подією завершилася експедиція Тисячі.

## Наслідки
Внаслідок плебісцитів 21 жовтня та 4 листопада 1860 року окуповані території Королівства Обох Сицилій та Папської держави були приєднані до Сардинського королівства. 13 березня 1861 року воно було перетворене на Королівство Італія. Таким чином, більшість Італії було об'єднано під владою однієї держави. Проте на заході Апеннінського півострова залишалася Папська область. Її було приєднано до Італії у 1870 році завдяки перебігу франко-прусської війни, в ході якої французький гарнізон покинув Рим.

## Відомі учасники
- Джузеппе Чезаре Абба — надалі став письменником, описавши Експедицію у хроніці «Від Куарто до Вольтурно: нотатки одного з Тисячі».
- Карміне Крокко — волонтер армії Гарибальді, надалі став бандитом, зібрав загін з 2 тисяч осіб і почав бойові дії проти сардинців під прапором Королівства об'єднаних Сицилій та короля Франциска II.